# Stand Back
Stand Back è il quarto album in studio del gruppo rock canadese April Wine, pubblicato nel 1975.

## Tracce
Tutte le tracce sono state scritte da Myles Goodwyn, eccetto dove indicato.
1. Oowatanite (Jim Clench) – 3:52
2. Don't Push Me Around – 3:14
3. Cum Hear the Band – 3:52
4. Slow Poke – 3:47
5. Victim for Your Love – 4:17
6. Baby Done Got Some Soul (Clench) – 2:45
7. I Wouldn't Want to Lose Your Love – 3:12
8. Highway Hard Run – 4:01
9. Not for You, Not for Rock & Roll – 3:14
10. Wouldn't Want Your Love (Any Other Way) (Goodwyn, Clench) – 2:43
11. Tonight Is a Wonderful Time to Fall in Love – 3:35

## Formazione
- Myles Goodwyn – voce, chitarre, tastiere
- Jim Clench – basso, voce (1, 6)
- Jerry Mercer – percussioni, cori
- Gary Moffet – chitarre, cori